# Le Rire

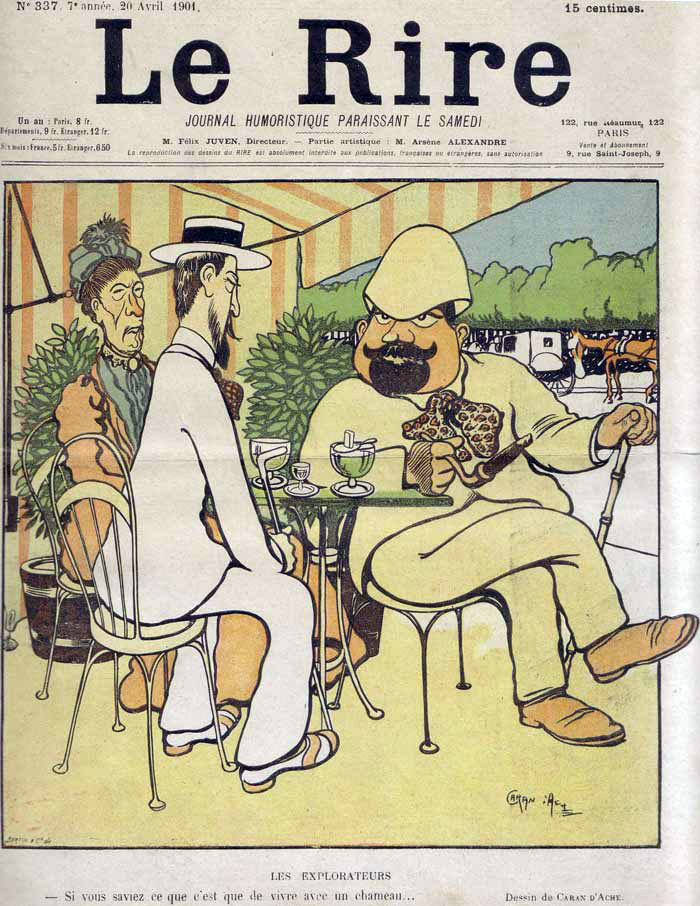
1901年4月20日号の表紙
(画)カラン・ダッシュ（本名:エマニュエル・ポアレé）

『Le Rire』（ル・リール、原義は「笑い」）は1894年10月から1950年代までの間パリで大人気を博したフランスの週刊風刺雑誌。

## 概要
出版業者のフェリックス・ジュヴァン(Felix Juven)が娯楽雑誌として創刊した。1894年のドレフュス事件では反共和主義を非難する多くの出版物のひとつとなった。当時のフランス政府は腐敗と失政を繰り返していて、政治家や軍人が非難の対象となった。
「ル・リール」は有名な画家による美しい挿絵が特徴で、表紙、裏表紙に加えて、見開きページにも挿絵だけのページがつけられた。これらのページの挿絵を描いた画家には、ロートレック、ジョルジュ・グルサ、エルマン＝ポール、フアン・グリス、リュシアン・メティヴェ、ジョルジュ・ムニエ、ジャン＝ルイ・フォラン、アドルフ・ウィレット、レオネット・カッピエロ、アルベール・ギョーム、アベル・フェーブル、ジュール＝アレクサンドル・グリューン らがいる。
当時、演劇やキャバレーやカフェの文化が盛んであったので、有名な女優をモデルにした挿絵が「ル・リール」には載せられた。それらの女性は例えば、イヴェット・ギルベール、ポレール、ジャンヌ・アヴリル、ガブリエル・レジェンヌらである。
60年間ほど刊行を続け、1950年代に終刊した。1970年代に短期間復刊された。

## 画像

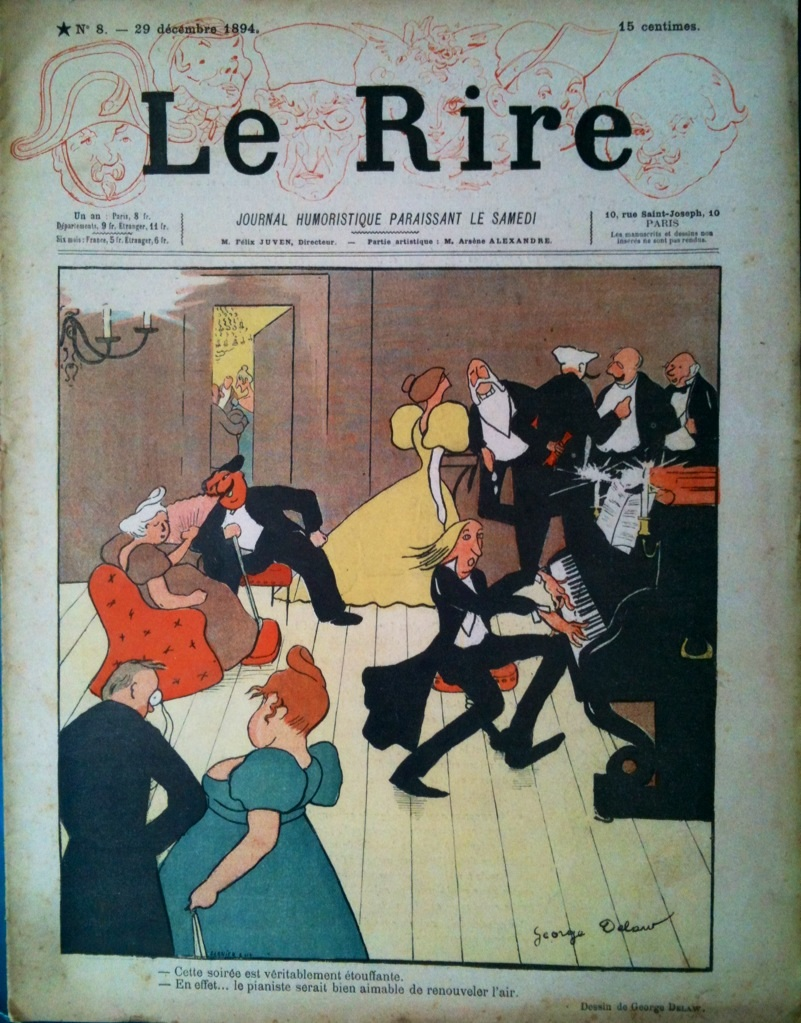
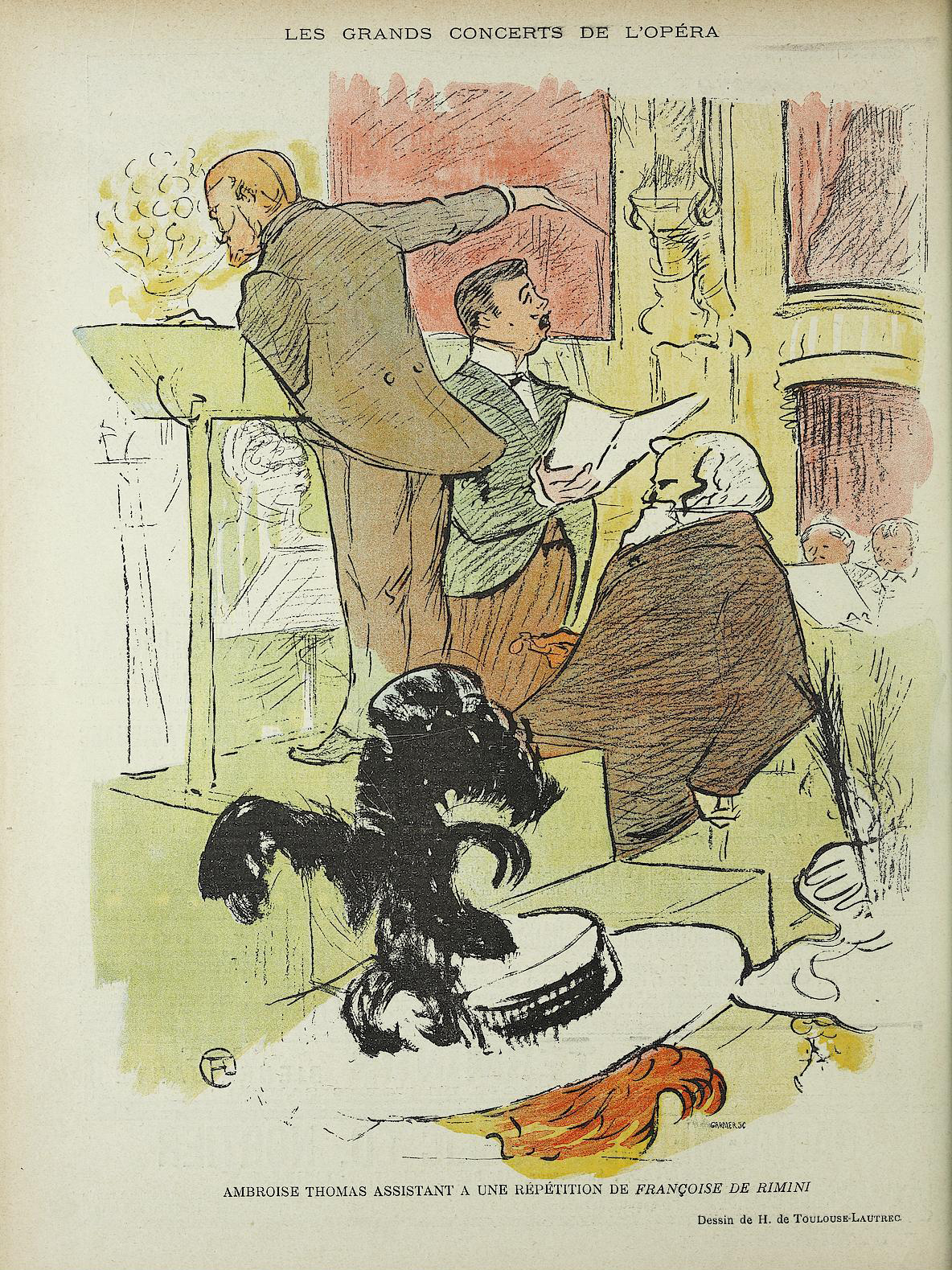
ロートレック(1896)
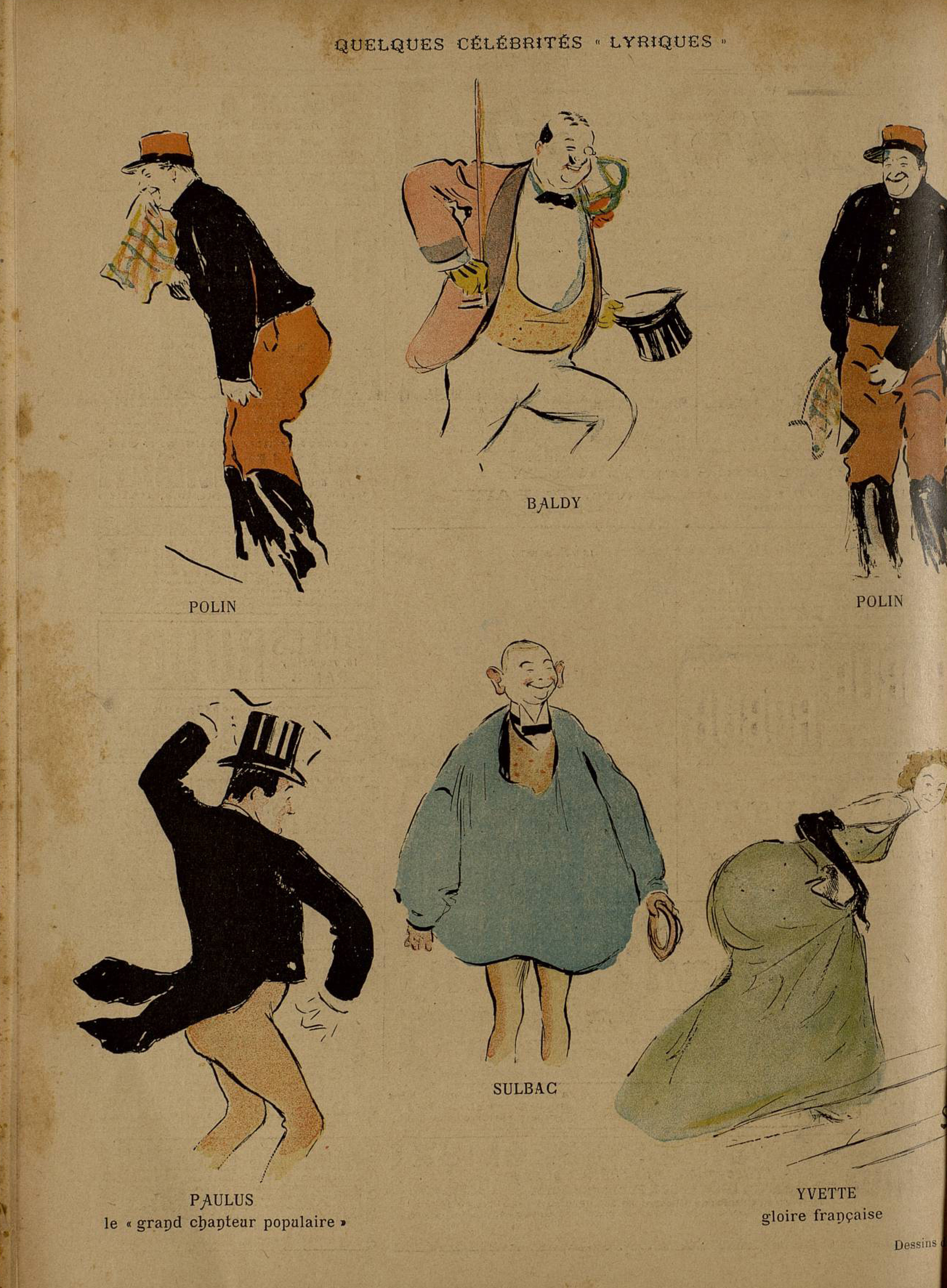
ジョルジュ・グルサ(1897)
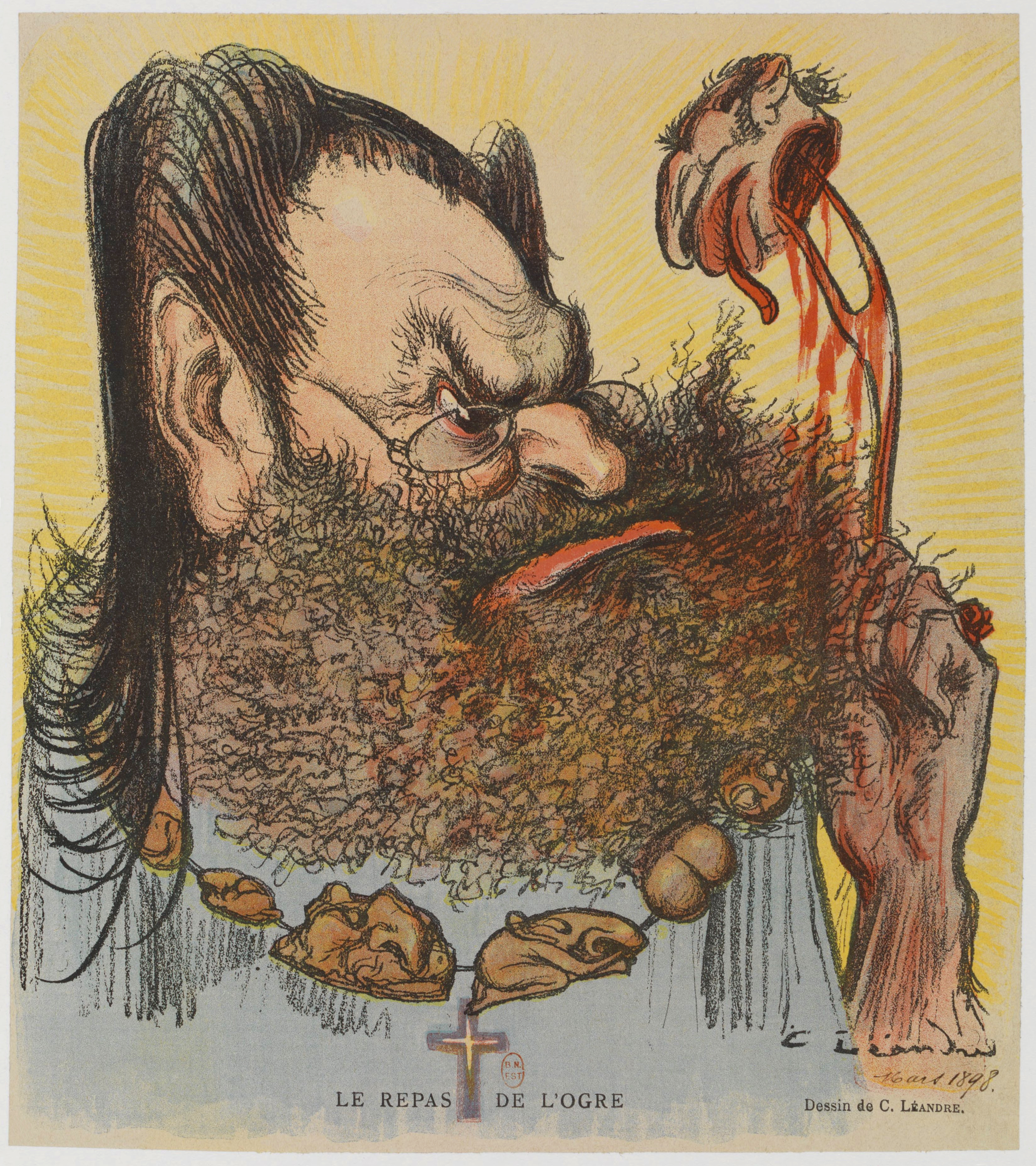
シャルル・レアンドルのドレフュス事件の諷刺画(1898)
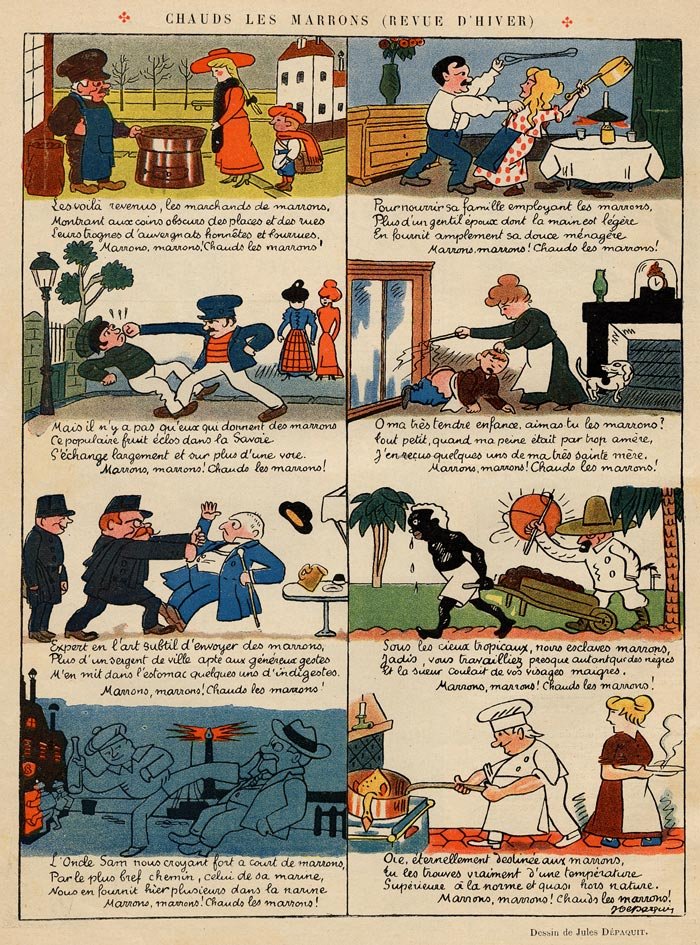
Jules Depaqui(1911)